# 石排灣郊野公園
石排灣郊野公園 是澳門最大的自然綠化區，現由市政署所管理。石排灣郊野公園的前身為農場，1985年改建為綜合性用途的郊野公園，澳門大熊貓館也位於本郊野公園。

## 沿革
石排灣郊野公園的現址原為農場，20世紀40年代曾為天主教的耶稣會用作培育孤兒和失業青年，靠农牧业为生。公园内的三条水源为当时农庄的主要灌溉用水。园内上水塘也是当年员工的游泳池；岸边的跳板依然保存至今。
到1962年，葡萄牙海外省農林研究委員會成立，將農場接管，並在此展開對農牧業的研究工作。由1976年起，此地改由澳門農林廳所管理，并一直亦农牧业为主。
在1981年澳葡政府將此地定為保護區域，其後於1984年11月開始改建作郊野公園用途。石排灣郊野公園於1985年5月28日由葡萄牙總統安東尼奧·拉馬爾霍·埃亞內斯揭幕，成為澳門第一個郊野公園。其後在1986年至1989年，政府將公園交给“康濤會”管理。直到1990年1月開始，政府自行管理公園，並增添一些設施。

## 地理位置
石排灣郊野公園位於澳門路環島西北面，北接石排灣社區，佔地總面積達19.8萬平方米。石排灣郊野公園的最高點為85米。

## 歷史文物

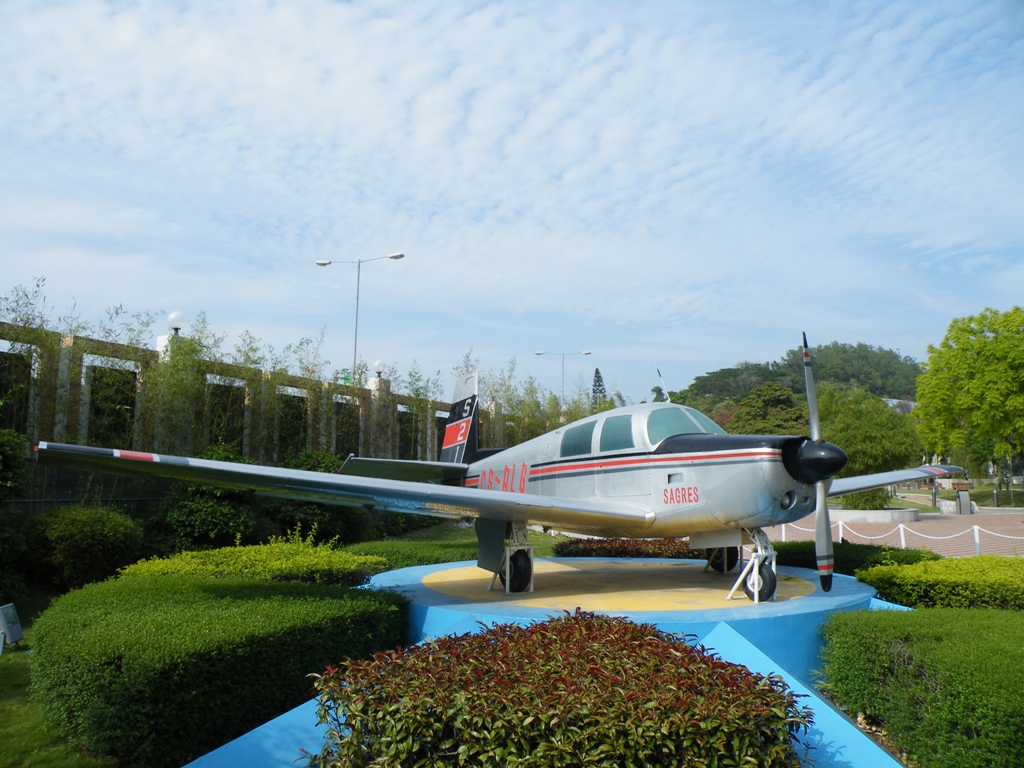
小型飛機“沙路士號”

- 葡萄牙小型飛機：小型飛機名為“沙路士號”，曾於1987年從澳門返航葡萄牙時墜毀，維修後由葡萄牙送予澳門為陳列品
- 舊式火車頭：為以往開礦運石的工具
- 布氏鯨和中華白海豚骨架標本各一副

## 設施

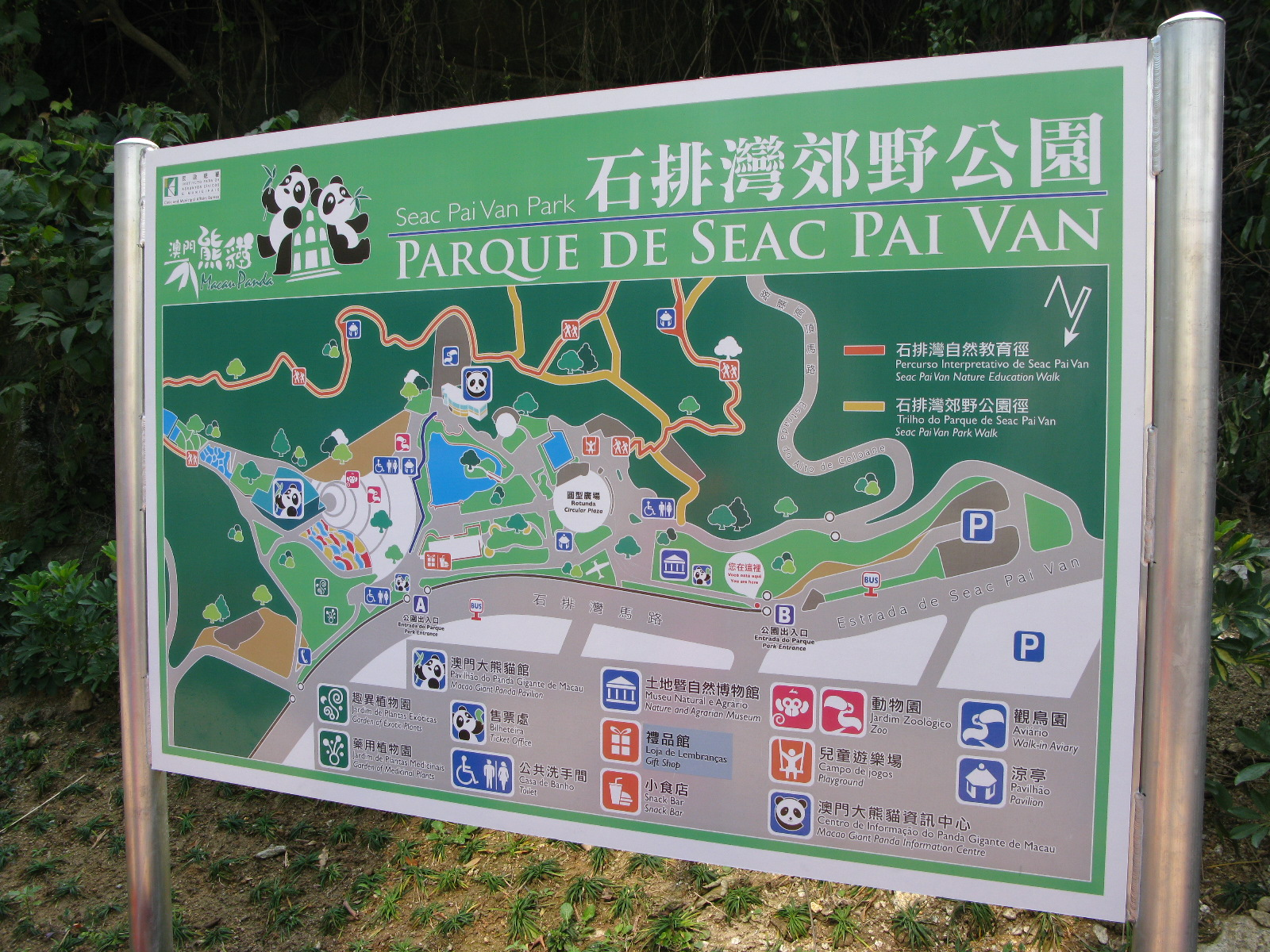
石排灣郊野公園地圖

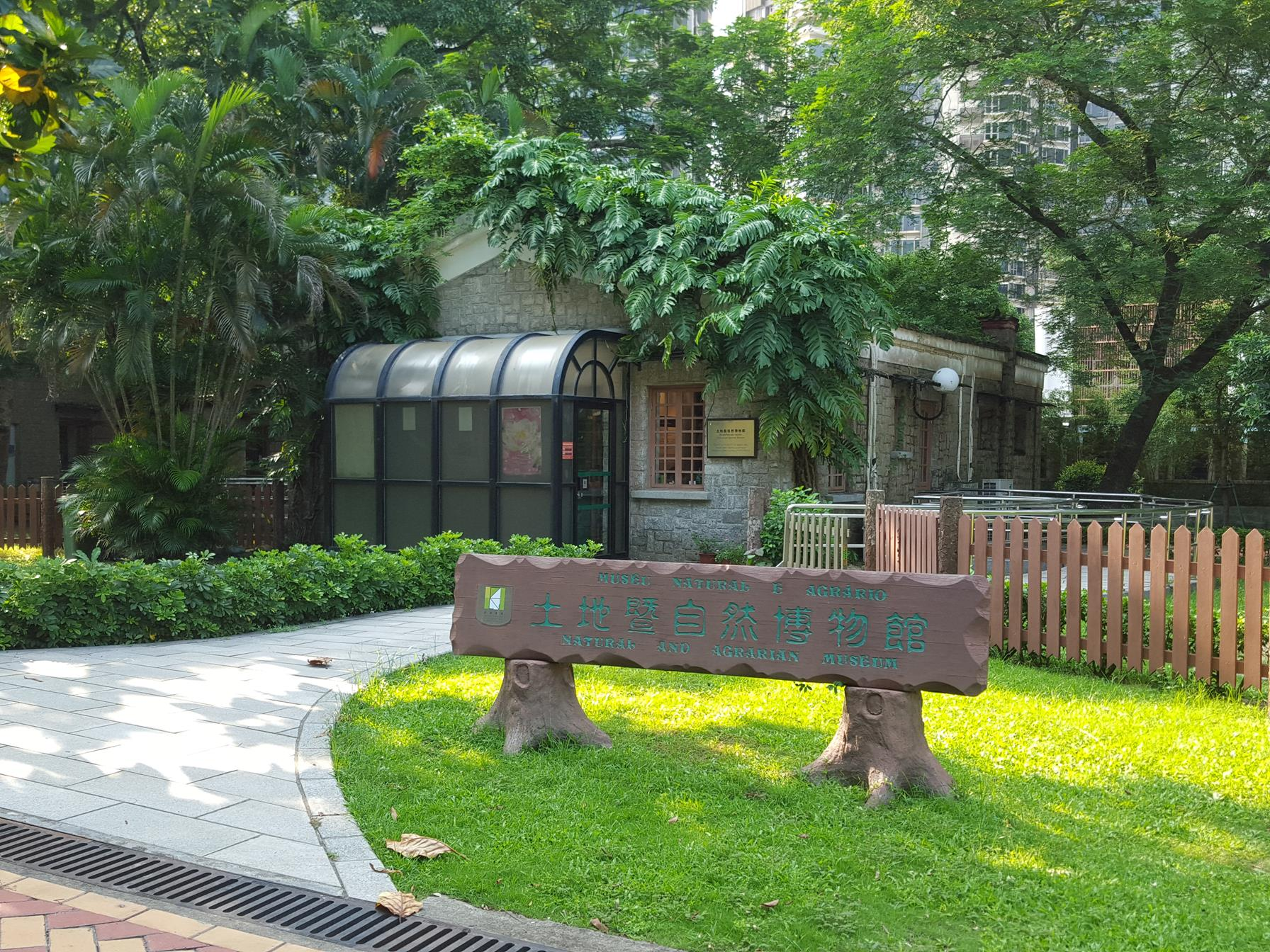
土地暨自然博物館

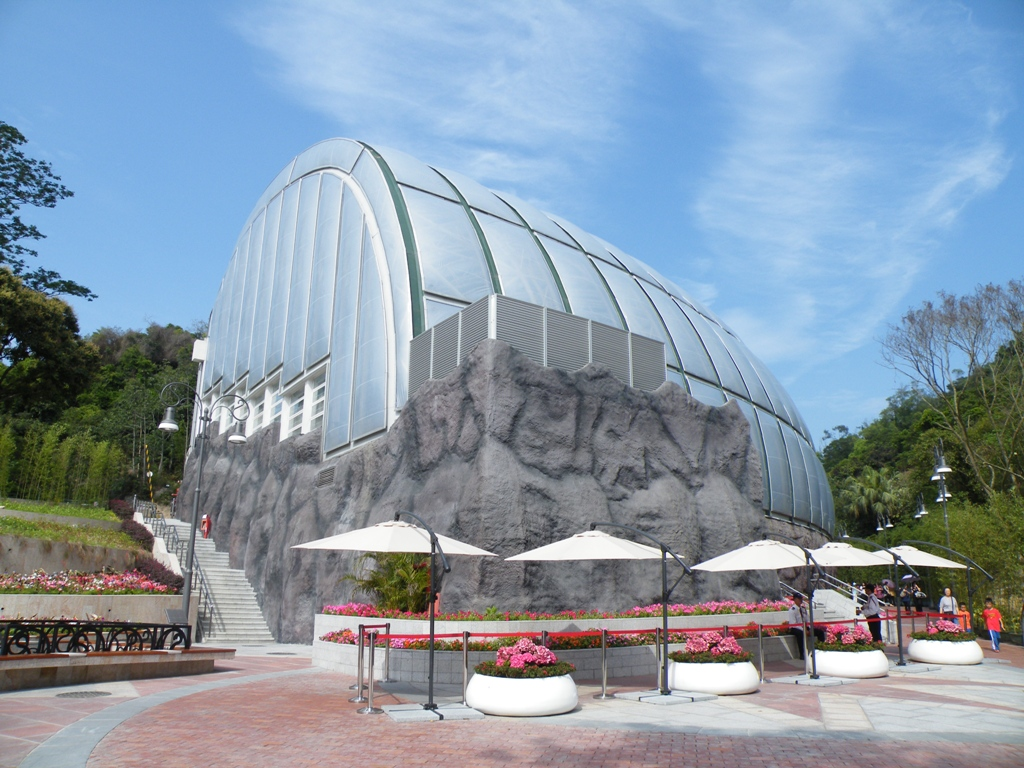
澳門大熊貓館

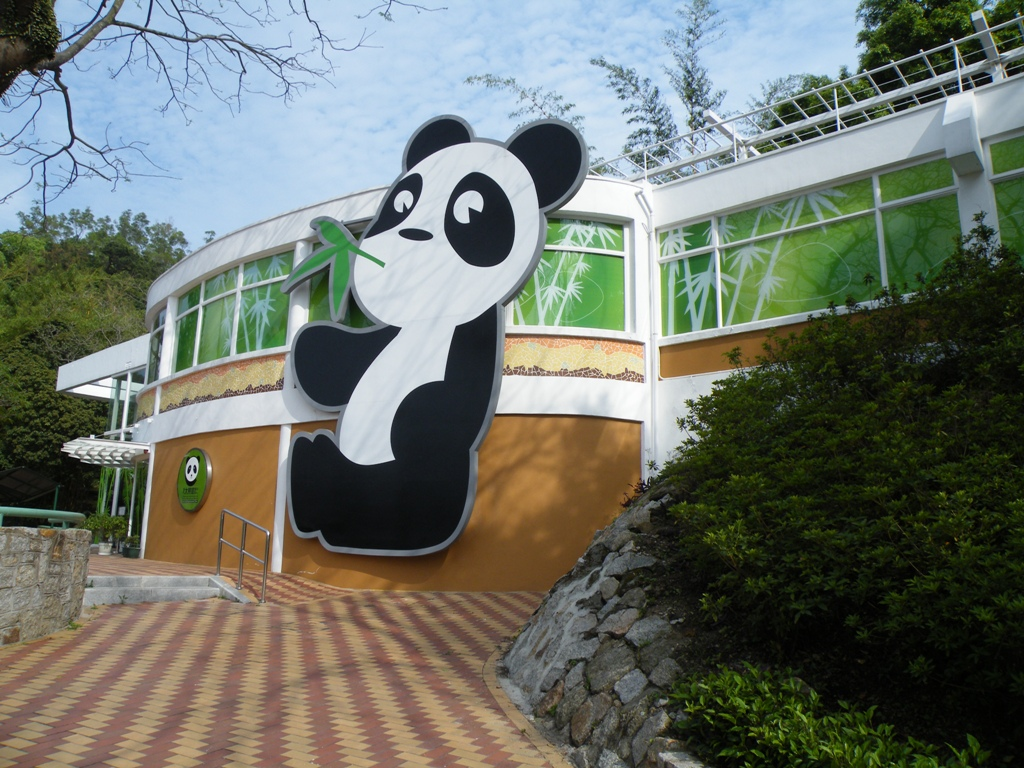
澳門大熊貓資訊中心，原為推廣自然資訊的自然教育中心

郊野公园设有专门的药用植物园和药谷生态园区，展示多种药用植物。除此之外，园里也有饲养着灵长类动物和鸟类的动物饲养区，以及保育动物的珍稀动物馆；在动物馆旁边的是2011年开放的澳門大熊貓館及大熊猫资讯中心。另外，园内亦有郊野公園徑、各种康乐设施、小食店和露天茶座。

### 土地暨自然博物館
土地暨自然博物館的兩座場館共有五個展區，展區内容分别是：澳門自然地理、昔日農耕工具、農民勞動情况、動植物標本和藥用植物。展區的介绍以文字（為中文和葡萄牙文）、圖片、標本模型和實物為主，當中設有視聽器材讓參觀者使用 。博物館面積共614平方尺。
- 一號場館：
  - 澳门自然地理：介紹地理位置、氣候、樹木的價值、水的重要性、侵蝕的形成和影響等
  - 昔日農耕工具、農民勞動情况展區：介紹昔日平整土地工作的模型和犁作工具
- 二號場館：
  - 動植物標本、藥用植物：展示已鑑定的澳門動物和雀鳥生態的復原圖、四個裝有昆蟲標本的陳列箱和各類植物種子生長過程的展板。
- 室外：介紹澳門的紅樹林和農耕活動的模型

### 澳門大熊貓館
位於動物園旁邊，建築佔地面積約3000平方米，大熊貓館的外觀造型設計以仿自然為主，活動場的圍牆以仿山石包裹，營造一個自然山水環繞的大熊貓的活動場地。館內設有兩個面積各約330平方米的室內活動區和一個面積約600平方米的室外活動場，以供大熊貓活動之用。而為了大熊貓的生活需要，館內還設有大熊貓的後勤中心，包括獸舍、竹子清洗區、竹子儲存庫、飼料準備室、飼料儲存庫、監控區和醫療室等。現時由第二代的大熊貓開開、第二代的大熊貓心心以及其誕下的熊貓寶寶健健和康康居住，原本居住的第一代的大熊貓心心在2014年時因為急性腎臟衰竭死亡，而另一隻原本居住的第一代的大熊貓開開也於2015年11月29日送回成都大熊貓繁育研究基地參加「全國大熊貓繁育計劃」。

### 植物園
- 樹木園：栽植多達40科（超過100多種）的樹木，為澳門樹種的基因庫
- 藥用植物園：栽植了澳門內具有醫療效果的野生草藥，其中有：雞蛋花、枇杷等
- 趣異植物園：栽植了29種特別植物，其中有：秋茄（胎生植物）、豬籠草（食肉植物）等
- 香花植物園：栽植了32種可發出花香的植物，其中有：桂花、月季、茉莉、荷花、玉蘭等
- 外地種子交流試種區：栽植了外來的植物品種，其中有：台灣欒樹、草莓番石榴等
- 香徑藥谷生態區及南藥園：分為多個園區，分別展示不同類型的藥用植物。園區依山而建，擁有豐富的山水資源。

### 動物園
- 昆蟲：阿根廷蟻、蜘蛛、蚜蟲
- 農家禽畜：雞、鴨和豬等
- 溫馴動物：梅花鹿等
- 靈長類 :環尾狐猴、松鼠猴、黑葉猴、豬尾猴、白頰長臂猿
- 鳥類: 鴕鳥、鸚鵡、孔雀
- 爬蟲類：守宮、球蟒、墨西哥刺尾鬣蜥
- 稀有動物 : 金絲猴、小熊貓

### 石排灣郊野公園徑
始於郊野公園內的燒烤區，盤踞石排灣郊野公園的東面、南面及西南面，而結束於公園內的澳門農莊。建於1985年，並於1990年綠化週期間開幕，全長1680米，主徑為自然教育徑，另衍生若干支徑。入口在土地暨自然博物館對面。自然教育徑全長935米，沿途設有24個解說站，介绍不同种类的动植物、食物链、岩石等自然生态。

### 其他設施
- 十二生肖徑
- 觀鳥園
- 遊樂區
- 澳門農莊

## 交通
C654 聯生圓形地總站（Rotunda da Conćordia / Terminal）
路線：15、21A、25、26、26A、50、59、N3

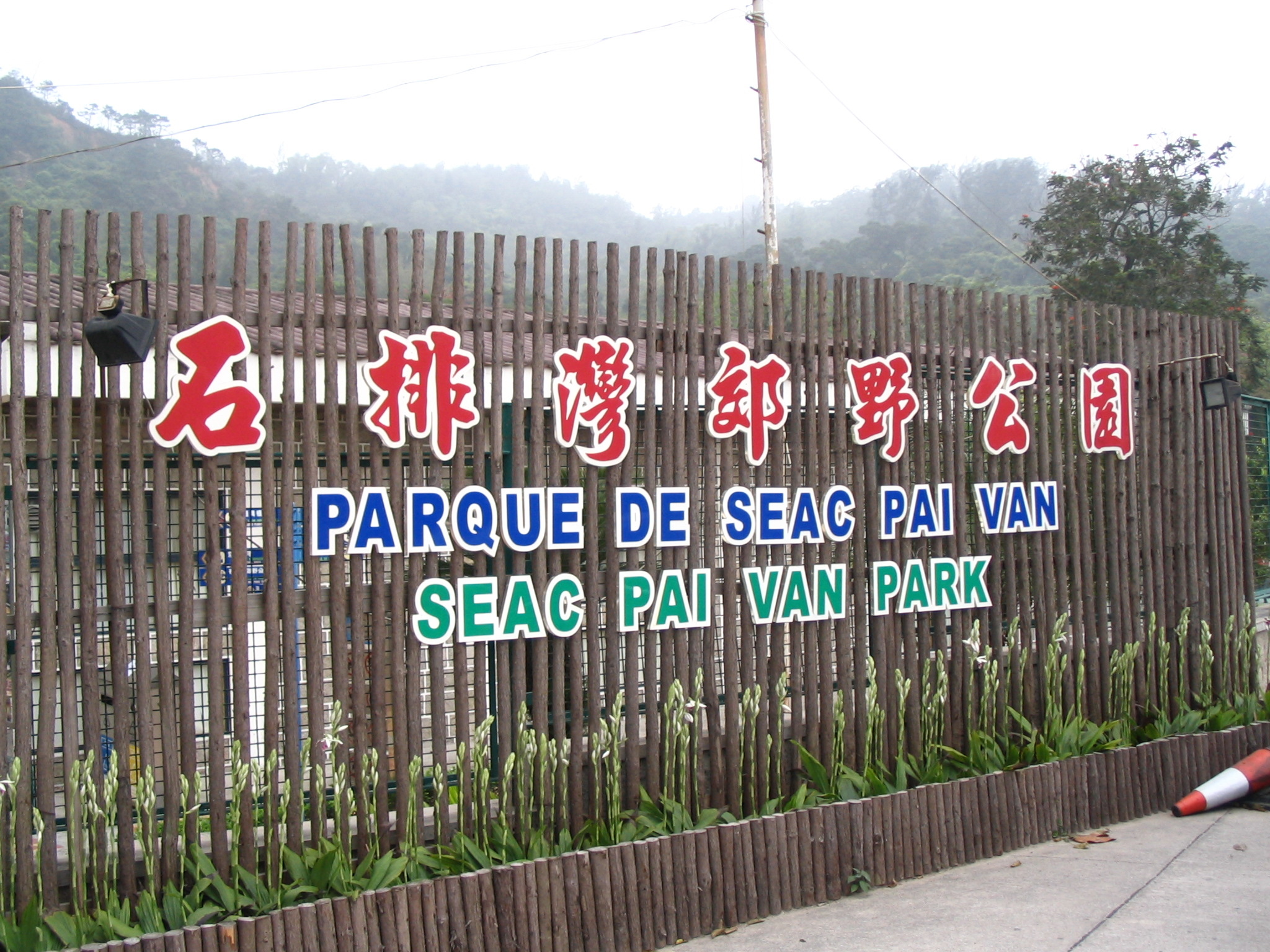
石排灣郊野公園原入口

C655 石排灣郊野公園（Parque de Seac Pai Van）
路線：15、21A、25、26、26A、50、N3